# Râul Sohodol, Roșia
Râul Sohodol este un curs de apă, afluent al râului Roșia.

## Hărți
- Harta munții Pădurea Craiului  Arhivat în 16 ianuarie 2010, la Wayback Machine.
- Harta interactivă Munții Pădurea Craiului
- Harta munții Apuseni